# Franz Curti
Franz Curti (Kassel, 16 de novembre de 1854 - Dresden, 6 de febrer de 1898) fou un compositor de música alemany.
Primer estudià medicina, i després música, sota la direcció dels mestres Kretschmer i Schulz-Beuthen.
A més, de diferents òperes, com:
- Hertha, Runhardt von Ufenau, Eslöst, Lili Tsee, i Das Rösli von Säntis, la partitura de la comèdia Die letzten Menschen, de Kirchbach i la part coral de Die Lletcherjungfrau, i de diferents cançons.